# マリ人
マリ人（ロシア語: Мари́йцы、マリ語: мари）とは、ロシアのヴォルガ川やカマ川沿岸に伝統的に居住しているウラル語族系民族。その大多数がマリ・エル共和国に居住しており、タタールスタン共和国やバシコルトスタン共和国にも多く住んでいる。かつては、チェレミス人（ロシア語: черемисы、タタール語: чирмеш、トルコ語: Çirmeş）とも呼称されていた。

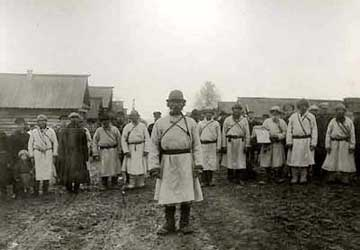
20世紀初頭のマリ人

## 概要
現在のマリ人は、
1. ヴォルガ川左岸に居住する牧地マリ人
2. ヴォルガ川右岸に居住する山地マリ人
3. バシコルトスタン共和国に居住する東部マリ人

の3つに分類されている。
2010年のロシアの国勢調査によると、547,605人が自身をマリ人であると回答し、その内18,515人が山地マリ人、56,119人が東部マリ人であると自称している。マリ人のうち、約60%が農村地帯に居住している。

## 人種・遺伝子
人種はウドムルト人、コミ人、モルドヴィン人に近くコーカソイドに属するが、モンゴロイドの遺伝子であるハプログループNが40-50%見られる。

## 経済
マリ人は伝統的に農耕民族であり、主に小麦やソバ、ライ麦、豆類、亜麻を作っている。

## 信仰
マリ人は伝統的に、人間と自然とが密接に繋がっていると考える自然崇拝を行ってきた。彼らの見解によると、自然は人間達に不思議な力を及ぼし、神聖かつ強烈で、人間が立ち入ることの出来ない領域に存在しているとされている。また、自然はその存在を侵さない限りは、人間に対して絶対的な恩恵をもたらし続けてくれる存在だとも考えられている。
彼らの信仰において、天界に住む神々の階級において、最上位におかれているのは大白神（Ош Кугу Юмо）とされている。より下級の神には、火の神（Тул Юмо）や風の神（Мардеж Юмо）もいる。また、天界に住む神以外にも、地球に住んでいるとされている半神半人も信仰の対象としている。
マリ人の間でキリスト教は、ロシアのイヴァン4世による彼らの領域への征服が完了した16世紀から、取り入れられるようになった。だが、マリ人の間ではキリスト教はあまり一般的なものではなく、彼らの多くは無宗教若しくは紀元前のキリスト教の要素を色濃く受け継いでいる伝統宗教を信仰している。

## ソ連時代
内ロシア・シベリア・ムスリム人民自治区指導部による、ソビエト連邦におけるムスリムの組織化がなされた後、マリ人の階層は民族問題人民委員部の後援によって組織化された。その目的は、マリ人と多民族の結婚の推奨や、マリ人の階級意識を高めることにあるとされていたが、実際はソ連政府による穀物の接収やマリ人の赤軍兵への徴用、ボリシェヴィキによる統制を容易にすることも含まれていた。